# ATTACK OF THE YELLOW FRIED CHICKENz IN EUROPE 2010
『ATTACK OF THE YELLOW FRIED CHICKENz IN EUROPE 2010』(アタック オブ ザ イエロー フライド チキンズ イン ヨーロッパ ニセンジュウ)は、2011年4月20日に発売されたYELLOW FRIED CHICKENzのライブ・アルバム。

## 概要
- DVD『THE GRAFFITI 〜ATTACK OF THE YELLOW FRIED CHICKENz IN EUROPE〜 I LOVE YOU ALL』と同時発売された。
- 2010年7月に行われたワールドツアーの最終日であるドイツのボーフム公演のうち、10曲が収録された。
- 本作とDVD『THE GRAFFITI 〜ATTACK OF THE YELLOW FRIED CHICKENz IN EUROPE〜 I LOVE YOU ALL』の両作品を同時購入した人全員に、本作未収録となった「LU:NA」、「君が待っているから」、「JUSTIFIED」の3曲の中から好きな曲を1曲PCダウンロードすることが出来た。(2011年4月30日午前0時まで)

## 演奏
- GACKT - 塾生筆頭 / Vocal
- YOU - 左勇弦 / Guitar
- CHACHAMARU - 右義弦 / Guitar
- CHIROLYN - 護弦 / Bass
- JUN-JI - 打堕 / Drums

## 収録曲
1. 斬 〜ZAN〜 (4:42)
オープニングナンバー。
2. DYBBUK (3:58)
3. NINE SPIRAL (9:23)
4. SPEED MASTER (5:16)
実際のライブでは、この後に「LU:NA」、続けて「君が待っているから」の2曲が演奏された。
5. MIND FOREST ENGLISH ver. (4:47)
このツアーで演奏された全楽曲の中で唯一の全英詩での演奏。後に、スタジオで再レコーディングされたバージョンが、1stシングル「THE END OF THE DAY」のカップリングとして収録された。
6. EVER (6:31)
本公演開催当時はCDリリースされる前の楽曲であった。実際のライブでは、この後に「JUSTIFIED」が演奏されていた。
7. JESUS (7:31)
8. FLOWER (7:09)
9. KAGERO (11:16)
本編ラストナンバー。
10. UNCONTROL ♂狂喜乱舞edition♂ (7:35)
アンコールナンバー。